# Engels (Rússia)
Engels (en rus: Энгельс) és una ciutat de Rússia, a l'óblast de Saràtov. És un port fluvial sobre el riu Volga, localitzat a l'altra banda de Saràtov i des de 1965 les dues ciutats estan connectades amb un pont. El seu nom actual, des de 1931, és en honor de Friedrich Engels.

## Història

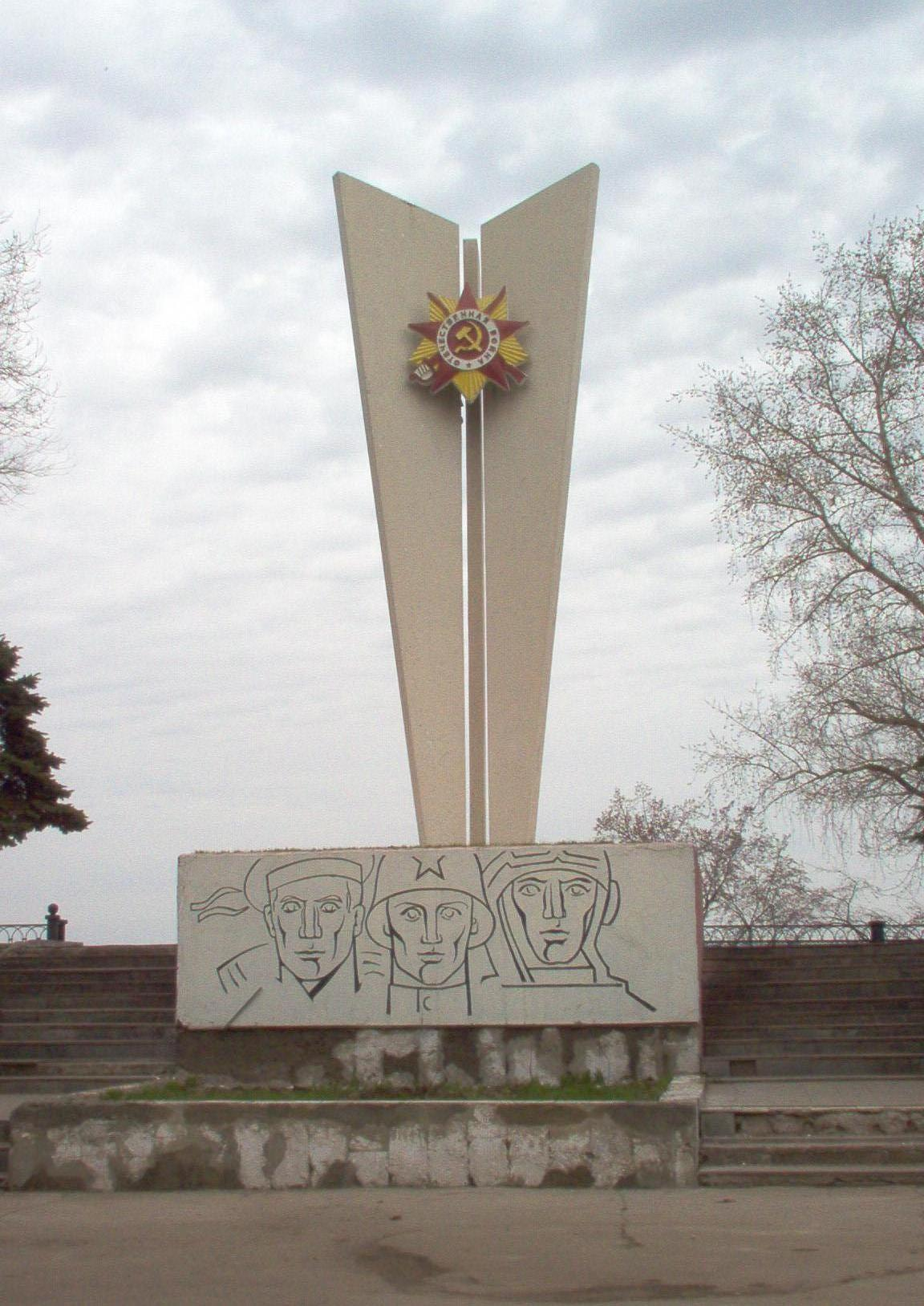
Un memorial a la ciutat d'Engels

La ciutat va ser fundada el 1747 amb el nom de Pokróvskaia slobodà (Покровская слобода), i el 1914 va ser reanomenada Pokrovsk (Покровск). El seu nom en alemany era Kosakenstadt. Es va convertir en la capital de la República Autònoma dels Alemanys del Volga.
Va ser fundada per colonitzadors ucraïnesos i durant el regnat de Caterina la Gran va rebre colonitzadors alemanys; encara és un centre cultural dels alemanys del Volga. A la ciutat hi ha la base de bombarders estratègics més gran i més activa de Rússia (Engels-2).

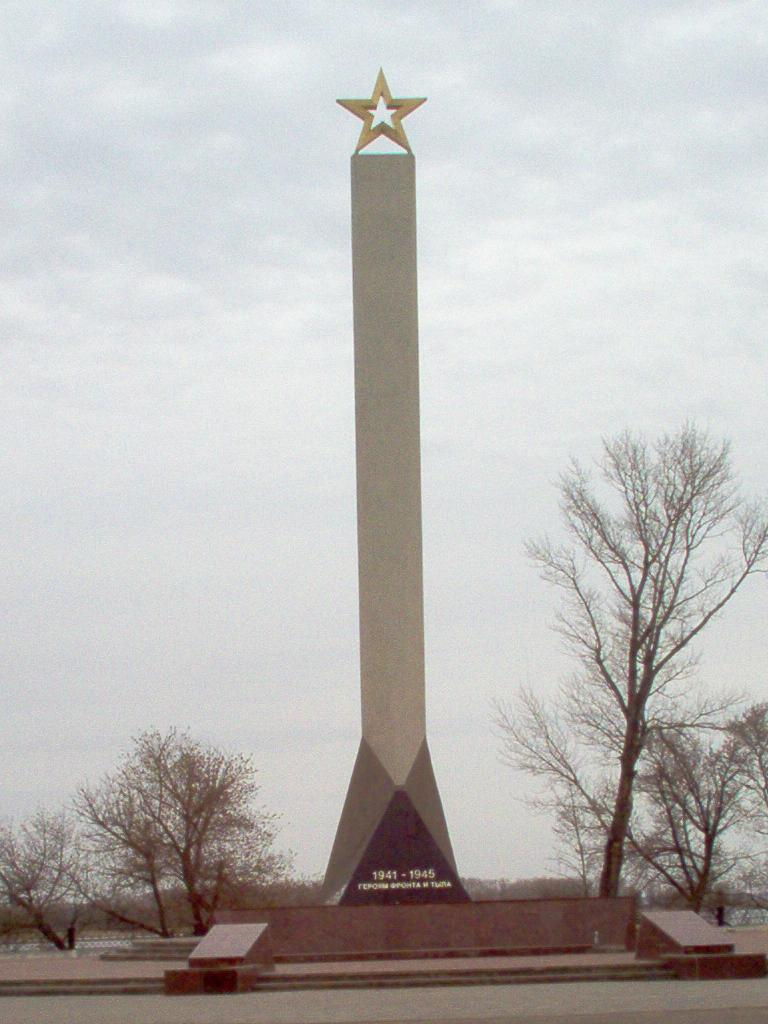
Monument a la Gran Guerra Patriòtica